# Stephan Jenkins
Stephan Douglas Jenkins (n. 27 septembrie 1964, Indio, California) este un cântăreț american cunoscut ca solist, textier și chitarist al formației Third Eye Blind, alături de care a lansat patru albume: Third Eye Blind (1997), Blue (1999), Out of the Vein (2003), și Ursa Major (2009) și care a vândut peste 12 milioane de albume la nivel mondial. Jenkins a scris versurile celor mai cunoscute cântece ale formației, printre care "Semi-Charmed Life", "Jumper", "How's It Going to Be", "Losing a Whole Year", "Graduate", "Deep Inside of You", și "Never Let You Go".